# 普雷里格羅夫 (伊利諾伊州)
普雷里格羅夫（英語：Prairie Grove）是位於美國伊利諾伊州麥克亨利縣的一個村落。

## 地理
普雷里格羅夫的座標為42°16′37″N 88°16′10″W / 42.27694°N 88.26944°W，而該地最高點為海拔高度229米（即751英尺）。

## 人口
根據2010年美國人口普查的數據，普雷里格羅夫的面積為14.76平方千米，當中陸地面積為14.75平方千米，而水域面積為0.01平方千米。當地共有人口1904人，而人口密度為每平方千米128人。